# Demissão construtiva
Nas leis do trabalho, a demissão construtiva, também chamada despedimento construtivo, dispensa construtiva ou rescisão construtiva, ocorre quando empregados se demitem devido ao comportamento de seu empregador ter se tornado intolerável, hediondo ou dificultado a vida de tal maneira que o empregado não tem escolha a não ser a demissão. Como a demissão não foi verdadeiramente voluntária, ela é, de fato, uma rescisão. Por exemplo, quando um empregador torna extremamente difícil a vida para um empregado objetivando que ele mesmo se demita ao invés de demiti-lo imediatamente, o empregador tenta efetuar uma demissão construtiva.
As consequências legais exatas diferem entre países, mas geralmente uma demissão construtiva leva ao término das obrigações do empregado e sua aquisição do direito de peticionar contra o empregador. Por exemplo, no Reino Unido um processo por "demissão sem justa causa" e um por "demissão injusta" podem surgir. O empregado pode demitir-se por um único incidente sério ou por um padrão de incidentes. Geralmente, o empregado deve demitir-se logo após o incidente.
No Reino Unido, a noção de demissão construtiva deriva do conceito de que (assim como escrito na lei) "um empregador não deve, sem motivo razoável ou válido, comportar-se de maneira calculada ou direcionada a destruir ou danificar seriamente a relação de confiança entre empregador e empregado.".
No Brasil, este conceito ainda não está maduro, mas a CLT possui artigo discriminando as faltas graves do empregadores que dão direito ao trabalhador de pedir a rescisão do contrato de trabalho.